# Dionisij (Konstantynov)
Dionisij (světským jménem: Dmytro Olexijovyč Konstantynov; * 7. července 1960, Ceadîr-Lunga) je moldavský duchovní Ukrajinské pravoslavné církve Moskevského patriarchátu a emeritní biskup šepetivský a slavutský.

## Život
Narodil se 7. července 1960 v Ceadîr-Lunze.
Po střední škole nastoupil na Oděskou technickou školu. Poté absolvoval povinnou vojenskou službu.
Roku 1995 dokončil Oděský duchovní seminář a nastoupil na dálkové studium Kyjevské duchovní akademie.
Dne 2. srpna 1995 byl metropolitou kyjevským a celé Ukrajiny Volodymyrem (Sabodanem) rukopoložen na diákona.
Dne 5. února 1996 byl jmenován vedoucím kanceláře kyjevské eparchie.
Dne 23. března 1996 byl postřižen na monacha se jménem Dionisij na počest svatého Dionisije Pečerského.
Dne 19. srpna 1997 jej biskup perejaslav-chmelnycký Ioan (Siopko) rukopoložil na jeromonacha.
Roku 1998 byl povýšen na igumena a roku 2000 na archimandritu.
Roku 2003 byl osvobozen od funkce vedoucího kanceláře. Byl zapsán mezi bratry Kyjevskopečerské lávry a jmenován zástupcem předsedy Synodního oddělení pro záležitosti monastýrů.
Dne 14. června 2011 jej Svatý synod Ukrajinské pravoslavné církve zvolil biskupem šepetivským a slavutským. Dne 17. června byl oficiálně jmenován biskupem a následující den proběhla jeho biskupská chirotonie. Hlavním světitelem byl metropolita kyjevský a celé Ukrajiny Volodymyr (Sabodan).
Dne 23. prosince 2014 byl penzionován.